# Енвер Хоџај
Енвер Хоџај (алб. Enver Hoxhaj; Сува Река, 13. јануар 1969) албански је политичар са Косова и Метохије. Био је на функцији министра спољних послова Републике Косово и потпредседника Демократске партије Косова.

## Биографија
Радио је као професор на Универзитету у Приштини. Радио је за WUS Austria и основао Косовски институт за истраживање и документацију. У марту 2004. придружио се Демократској партији Косова. Био је министар образовања, науке и технологије Републике Косово. Два пута је био министар спољних послова, једном од 2011. до 2014. године, под мандатом владе коју је предводио Хашим Тачи, а други пут је за министра спољних послова именован у јуну 2016. године, када је премијер био Иса Мустафа.